# زبابة دخانية
زبابة دخانية (الاسم العلمي: Sorex fumeus) (بالإنجليزية: Smoky Shrew)‏ هي نوع من الثدييات يتبع جنس الزبابة من الفصيلة الزبابات         .	